# Геном
Гено́м — совокупность наследственного материала, заключённого в клетке организма. Геном содержит биологическую информацию, необходимую для построения и поддержания организма. Большинство геномов, в том числе геном человека и геномы всех остальных клеточных форм жизни, построено из ДНК, однако некоторые вирусы имеют геномы из РНК.
Существует также и другое определение термина «геном», в котором под геномом понимают совокупность генетического материала гаплоидного набора хромосом данного вида. Когда говорят о размерах генома эукариот, то подразумевают именно это определение генома, то есть размер эукариотического генома измеряют в парах нуклеотидов ДНК или пикограммах ДНК на гаплоидный геном.
У человека (Homo sapiens) наследственный материал соматической клетки представлен 23 парами хромосом (22 пары аутосом и пара половых хромосом), находящихся в ядре, а также клетка обладает множеством копий митохондриальной ДНК. Двадцать две аутосомы, половые хромосомы Х и Y, митохондриальная ДНК человека содержат вместе примерно 3,1 млрд пар оснований.

## Происхождение названия
Термин «геном» был предложен Гансом Винклером в 1920 году в работе, посвящённой межвидовым амфидиплоидным растительным гибридам, для описания совокупности генов, заключённых в гаплоидном наборе хромосом организмов одного биологического вида. В Оксфордском энциклопедическом словаре указано, что термин образован слиянием слов «ген» и «хромосома». Однако Джошуа Ледерберг и Алекса T. МакКрэй считают, что ботаник Г. Винклер должен был быть знаком с ботаническими терминами «ризом», «таллом», «трахеом» и т. д. Все эти термины возникли до 20-х годов XX века, и суффикс «-ом» в них означает объединение частей в целое, например, «ризом» означает всю корневую систему растения. Таким образом, «геном» можно понимать как объединение генов в целое.
До недавнего времени термин «геном» использовался в двух смыслах. У эукариот геном соответствовал гаплоидному набору хромосом с локализованными в них генами. В генетике бактерий и вирусов термин «геном» употреблялся для обозначения совокупности наследственных факторов одной хромосомы или группы сцепления прокариот. Позже в генетике бактерий семантика термина «геном» претерпела дрейф в сторону обозначения всей наследственной конституции клетки, включая самые разные внехромосомные факультативные элементы. Постепенно в этом смысле термин «геном» стали употреблять и в генетике эукариот.
Первоначальный смысл этого термина указывал на то, что понятие генома, в отличие от генотипа, является генетической характеристикой вида в целом, а не отдельной особи. С развитием молекулярной генетики значение данного термина изменилось. В настоящее время под «геномом» понимают совокупность наследственного материала отдельного представителя вида, примером может служить международный проект 1000 геномов, целью которого является секвенирование геномов 1000 человек.

## Размер и структура генома
Геномы живых организмов — от вирусов до животных — различаются по размеру на шесть порядков: от нескольких тысяч пар оснований до нескольких миллиардов пар оснований. Если исключить вирусы, то для клеточных организмов ширина диапазона составит четыре порядка. По количеству генов диапазон значительно у́же и составляет четыре порядка с нижним пределом 2-3 гена у самых простых вирусов и с верхним значением около 40 тысяч генов у некоторых животных. Если исключить из рассмотрения вирусы и бактерии, которые ведут паразитический или симбиотический образ жизни, то диапазон изменчивости геномов по числу генов становится совсем узким, составляя немногим более одного порядка.
По соотношению размера генома и числа генов геномы могут быть разделены на два чётко выделенных класса:
1. Небольшие компактные геномы размером, как правило, не более 10 млн пар оснований, со строгим соответствием между размером генома и числом генов. Такими геномами обладают все вирусы и прокариоты. У этих организмов плотность генов составляет от 0,5 до 2 генов на тысячу пар оснований, а между генами имеются очень короткие участки, занимающие 10-15 % длины генома. Межгенные участки в таких геномах состоят главным образом из регуляторных элементов. Помимо вирусов и прокариот, к этому классу могут быть отнесены и геномы большинства одноклеточных эукариот, хотя их геномы демонстрируют несколько меньшую зависимость между размером генома и числом генов, а размер генома может достигать 20 млн пар оснований.
2. Обширные геномы размером более 100 млн пар оснований, у которых нет чёткой взаимосвязи между размером генома и числом генов. К этому классу относятся большие геномы многоклеточных эукариот и некоторых одноклеточных эукариот. В отличие от геномов первой группы, большинство нуклеотидов в геномах этого класса относится к последовательностям, которые не кодируют ни белков, ни РНК[13][14].

### Прокариоты
Геном подавляющего числа прокариот представлен одиночной хромосомой, которая является кольцевой молекулой ДНК. Помимо хромосомы, в клетках бактерий часто находятся плазмиды — также замкнутые в кольцо ДНК, способные к независимой репликации. У ряда бактерий, относящихся к различным филогенетическим группам, обнаружено линейное строение как хромосомы, так и плазмид. Например, геном спирохеты Borrelia burgdorferi, вызывающей болезнь Лайма, состоит из линейной хромосомы и нескольких плазмид, часть из которых имеет также линейное строение.
Геномы большинства прокариот маленькие и компактные, гены плотно упакованы и между ними находится минимальное количество регуляторной ДНК. Геномы почти всех эубактерий и архей содержат от 106 до 107 пар нуклеотидов и кодируют 1000-4000 генов. Многие гены у прокариот организованы в совместно транскрибируемые группы — опероны.
Самыми маленькими геномами у прокариот обладают внутриклеточные симбионты и паразиты, такие как Hodgkinia cicadicola (144 Кб), Carsonella rudii (180 Кб) или Mycoplasma genitalium (580 Кб). Самым большим прокариотическим геномом является геном обитающей в почве бактерии Sorangium cellulosum, размер которого составляет около 13 Мб.

### Эукариоты
Практически вся генетическая информация у эукариот содержится в линейно-организованных хромосомах, находящихся в клеточном ядре. Внутриклеточные органеллы — митохондрии и хлоропласты — имеют свой собственный генетический материал. Геномы митохондрий и пластид организованы как прокариотические геномы.

### Вирусы
Вирусные геномы очень малы. Например, геном вируса гепатита B представляет собой одну двуцепочечную кольцевую ДНК длиной около 3200 нуклеотидов.

### Размер некоторых геномов с известной последовательностью
| Тип организма            | Организм                                                           | Размер генома (пар оснований) | Размер генома (пар оснований) | Примерное число генов | Примечание | Ссылка на Genbank |
| ------------------------ | ------------------------------------------------------------------ | ----------------------------- | ----------------------------- | --------------------- | --- | ----------------- |
| Вирус                    | Porcine circovirus тип 1                                           | 1 759                         | 1.8 kb                        |                       | Наименьший известный вирусный геном из способных размножаться в клетках эукариот |                   |
| Вирус                    | Бактериофаг MS2                                                    | 3 547                         | 3.5 kb                        | 4                     | Первый расшифрованный РНК-геном, 1976 год |                   |
| Вирус                    | SV40                                                               | 5 224                         | 5.2 kb                        |                       | Расшифрован в 1978 году. Миллионы людей были инфицированы вирусом SV40, так как в 1960-х годах он содержался в вакцине против вируса полиомиелита                                                                                    |                   |
| Вирус                    | фаг φX174                                                          | 5 386                         | 5.4 kb                        | 9                     | Первый расшифрованный ДНК-геном, 1977 год |                   |
| Вирус                    | ВИЧ тип 2                                                          | 10 359                        | 10.3 kb                       | 9                     | |                   |
| Вирус                    | лямбда (λ) фаг                                                     | 48 502                        | 48.5 kb                       |                       | Часто используется как вектор клонирования рекомбинантной ДНК |                   |
| Вирус                    | Мегавирус                                                          | 1 259 197                     | 1.3 Mb                        | 1120                  | До 2013 года — самый длинный из известных вирусных геномов |                   |
| Вирус                    | Pandoravirus salinus                                               | 2 470 000                     | 2.47 Mb                       |                       | Самый длинный из известных вирусных геномов |                   |
| Бактерия                 | Nasuia deltocephalinicola (штамм NAS-ALF)                          | 112 091                       | 112 kb                        | 137                   | Наименьший известный невирусный геном. Расшифрован в 2013 году |                   |
| Бактерия                 | Carsonella ruddii                                                  | 159 662                       | 160 kb                        |                       | |                   |
| Бактерия                 | Buchnera aphidicola                                                | 600 000                       | 600 kb                        |                       | [ 32 ] |                   |
| Бактерия                 | Wigglesworthia glossinidia                                         | 700 000                       | 700 kb                        |                       | |                   |
| Бактерия                 | Haemophilus influenzae Гемофильная палочка                         | 1 830 000                     | 1.8 Mb                        |                       | Первый расшифрованный геном живого организма, июль 1995 Возбудитель гемофильной инфекции. |                   |
| Бактерия                 | Escherichia coli                                                   | 4 600 000                     | 4.6 Mb                        | 4288                  | Наиболее хорошо изученная бактерия — E.Coli. Широко используется в синтетической биологии. Часто применяется совместно с BioBrick |                   |
| Бактерия                 | Solibacter usitatus (штамм Ellin 6076)                             | 9 970 000                     | 10 Mb                         |                       | [ 35 ] |                   |
| Бактерия — цианобактерия | Prochlorococcus spp. (1.7 Mb)                                      | 1 700 000                     | 1.7 Mb                        | 1884                  | Наименьший из известных геномов цианобактерий (способных к фотосинтезу). Один из морских видов цианобактерий |                   |
| Бактерия — цианобактерия | Nostoc punctiforme                                                 | 9 млн                         | 9 Mb                          | 7432                  | Многоклеточная цианобактерия |                   |
| Амёба                    | Polychaos dubium                                                   | 670 млрд?                     | 670 Gb?                       |                       | Возможно наибольший из известных геномов среди всех живых организмов Точность измерений размера генома оспаривается Измерение признано ошибочным.                                                                                    |                   |
| Органелла                | Митохондрия человека                                               | 16 569                        | 16.6 kb                       |                       | [ 42 ] |                   |
| Растение                 | Genlisea tuberosa, плотоядное цветное растение                     | 61 млн                        | 61 Mb                         |                       | Наименьший известный на 2014 год геном цветочного растения. |                   |
| Растение                 | Arabidopsis thaliana                                               | 135 млн                       | 135 Mb                        | 27655                 | Первый расшифрованный геном растения, декабрь 2000 |                   |
| Растение                 | Populus trichocarpa                                                | 480 млн                       | 480 Mb                        | 73013                 | Первый расшифрованный геном дерева, сентябрь 2006 |                   |
| Растение                 | Fritillaria assyrica                                               | 130 млрд                      | 130 Gb                        |                       | |                   |
| Растение                 | Paris japonica (Японское эндемичное растение из рода Вороний глаз) | 150 млрд                      | 150 Gb                        |                       | Второй по размеру из известных геномов |                   |
| Растение — мох           | Physcomitrella patens                                              | 480 млн                       | 480 Mb                        |                       | Первый из расшифрованных геномов мохообразных, январь 2008 |                   |
| Гриб — дрожжи            | Saccharomyces cerevisiae                                           | 12 100 000                    | 12.1 Mb                       | 6294                  | Первый из расшифрованных геномов эукариот, 1996 |                   |
| Гриб                     | Aspergillus nidulans                                               | 30 млн                        | 30 Mb                         | 9541                  | [ 51 ] |                   |
| Нематода                 | Pratylenchus coffeae                                               | 20 млн                        | 20 Mb                         |                       | . Самый маленький из известных геном животного |                   |
| Нематода                 | Caenorhabditis elegans (C.elegans)                                 | 100 300 000                   | 100 Mb                        | 19000                 | Первый из расшифрованных геномов многоклеточного организма, декабрь 1998 |                   |
| Насекомое                | Drosophila melanogaster (фруктовая мушка)                          | 175 млн                       | 175 Mb                        | 13767                 | Размер зависит от штамма (175-180Mb; стандартный y w штамм 175Mb) |                   |
| Насекомое                | Apis mellifera (медовая пчела)                                     | 236 млн                       | 236 Mb                        | 10157                 | ) |                   |
| Насекомое                | Bombyx mori Тутовый шелкопряд                                      | 432 млн                       | 432 Mb                        | 14623                 | [ 57 ] |                   |
| Насекомое                | Solenopsis invicta (огненный муравей)                              | 480 млн                       | 480 Mb                        | 16569                 | [ 58 ] |                   |
| Млекопитающее            | Mus musculus (Домо́вая мышь)                                        | 2.7 млрд                      | 2.7 Gb                        | 20210                 | [ 59 ] |                   |
| Млекопитающее            | Homo sapiens (человек)                                             | 3,289,000,000                 | 3.3 Gb                        | 19969                 | Большая часть расшифрована одновременно Проектом Генома Человека и Celera Genomics Крейга Вентера в 2000 году. Окончательной датой расшифровки считают 2003 год. Кодирующие последовательности составляют лишь 1-3% генома человека. |                   |
| Млекопитающее            | Pan paniscus (Бонобо́ или Карликовый шимпанзе)                      | 3,286,640,000                 | 3.3 Gb                        | 20000                 | [ 63 ] |                   |
| Рыба                     | Tetraodon nigroviridis (Иглобрюхая рыба)                           | 385,000,000                   | 390 Mb                        |                       | Наименьший из известных геномов позвоночных 340 Mb — 385 Mb |                   |
| Рыба                     | Protopterus aethiopicus (Двоякодышащая рыба)                       | 130,000,000,000               | 130 Gb                        |                       | Наибольший из известных геномов позвоночных |                   |
| Растение                 | Tmesipteris truncata (новокаледонский папоротник)                  | 160,450,000,000               | 160 Gb                        |                       | Наибольший из известных геномов |                   |